# 고소미즈
고소미즈는 대한민국의 음악 그룹이다. 2015년 싱글 [크리스마스니까]로 데뷔했다.

## 음반
- 크리스마스니까 (2015)